# Phare d'Amphitrite Point
Le phare d'Amphitrite Point est un phare situé près de Ucluelet sur la côte ouest de l'île de Vancouver, dans le District régional d'Alberni-Clayoquot (Province de la Colombie-Britannique), au Canada.
Ce phare est géré par la Garde côtière canadienne.

## Histoire
Le premier phare, construit en 1906, était une petite tour en bois. Il fut détruit le 2 janvier 1914 et remplacé par une tourelle en béton en 1915 pour résister aux tempêtes. Occupé par des gardiens de 1915 à 1988, il a été automatisé à leur départ..
Le phare d'Amphitrite Point est le seul phare actif dans la région de Tofino-Ucluelet accessible en automobile. Il est situé à l'extrémité sud de la péninsule d'Ucluelet et au nord de  Barkley Sound (en). La péninsule et le phare sont souvent soumis aux tempêtes hivernales. Il est fermé au public.

## Description
Le phare actuel, datant de 1915, est une tour octogonale blanche en deux étages, avec une  lanterne rouge, de 6 m de haut. Il émet, à une hauteur focale de 15 m, un éclat blanc toutes les 12 secondes. Sa portée nominale est de  milles nautiques (environ 31 km).
Identifiant : ARLHS : CAN-010 - Amirauté : G-5246 - NGA : 14000 - CCG : 0135.

## Caractéristique duFeu maritime
Fréquence : 12 secondes (W)
- Lumière : 0.2 seconde
- Obscurité : 11.8 secondes

### Lien connexe
- Liste des phares de la Colombie-Britannique